# Рабара, Шелби
Шелби Энн Нарито Рабара (англ. Shelby Ann Narito Rabara; род. 5 октября 1983) — филиппинско-американская актриса и танцовщица. Она появилась в ряде фильмов, телесериалов и рекламных роликов как актриса, так и танцовщица.

## Биография

### Ранние годы
Шелби родилась в Ориндже, штат Калифорния 5 октября 1983 года. Она была воспитана матерью. Получила высшее образование в Калифорнийском университете.

### Карьера
Рабара начала свою карьеру в качестве танцовщицы, она была членом Laker Girls, знаменитой команды черлидеров команды NBA Лос-Анджелес Лейкерс. В 2005 году на своём первом прослушивании она получила свою первую роль в телесериале «Основа для жизни».

### Личная жизнь
В 2007 году начала встречаться с актёром Гарри Шамом-младшим. Пара обручилась в октябре 2013 года, во время отдыха на Гавайях, а 22 ноября 2015 года они поженились. У супругов есть дочь — Ся Шам (род. в марте 2019).

## Фильмография
| Фильмы и телесериалы | Фильмы и телесериалы             | Фильмы и телесериалы                 | Фильмы и телесериалы      | Фильмы и телесериалы                          |
| Год                  | Название                         | Оригинальное название                | Роль                      | Примечания                                    |
| -------------------- | -------------------------------- | ------------------------------------ | ------------------------- | --------------------------------------------- |
| 2005                 | Основа для жизни                 | Grounded for Life                    | Джессика                  | эпизод: «Crazy»                               |
| 2005                 | Дерзкие и красивые               | The Bold and the Beautiful           | черлидерша                | эпизод: «Episode #1.4482»                     |
| 2007                 | Детектив Раш                     | Cold Case                            | танцовщица                | эпизод: «Shuffle, Ball Change»                |
| 2007                 | Университет                      | Greek                                | девушка из коммуны        | эпизод: «Shuffle, Ball Change»                |
| 2007                 | Вива Лафлин                      | Viva Laughlin                        | танцовщица в казино       | эпизод: «Pilot»                               |
| 2008                 | Меня зовут Эрл                   | My Name is Earl                      | Дженни                    | эпизод: «Quit Your Snitchin'»                 |
| 2009                 | Доктор Хаус                      | House                                | танцовщица кордебалета №1 | Эпизод «Under My Skin»                        |
| 2009                 | Сообщество                       | Community                            | Рэнди                     | эпизод: «Home Economics»                      |
| 2009-2010            | Хор                              | Glee                                 | Шошандра                  | эпизоды: «Acafellas» и «Journey to Regionals» |
| 2009                 | Весенний отрыв                   | Spring Breakdown                     | девушка                   |                                               |
| 2009                 | Папе снова 17                    | 17 Again                             | чирлидерша (1989)         |                                               |
| 2009                 | Без ансамбля                     | Dance Flick                          | балерина                  |                                               |
| 2009                 | Слава                            | Fame                                 | танцовщица                |                                               |
| 2009                 |                                  | A Fuchsia Elephant                   | Шелби                     | короткометражный фильм                        |
| 2010                 |                                  | The LXD: The Uprising Begins         | Темная Медсестра          |                                               |
| 2010-2011            | Легион экстраординарных танцоров | The Legion of Extraordinary Dancers  | Белла / Темная Медсестра  | 5 эпизодов                                    |
| 2011                 |                                  | The LXD: Rise of the Drifts          | Белла / Темная Медсестра  |                                               |
| 2011                 | C.S.I.: Место преступления       | CSI: Crime Scene Investigation       | танцовщица № 7            | эпизод: «All That Cremains»                   |
| 2013                 | Балерины                         | Bunheads                             | танцовщица № 2            | эпизод: «Next»                                |
| 2014                 | Воздушный шар                    | Ballon                               | Марин                     | короткометражный фильм                        |
| 2015                 | Доктор Кен                       | Dr. Ken                              | танцовщица № 1            | эпизод: «Pilot»                               |
| 2015-2020            | Вселенная Стивена                | Steven Universe                      | Перидот (голос)           | 29 эпизодов                                   |
| 2016                 | Две девицы на мели               | 2 Broke Girls                        | девушка                   | эпизод: «And the Sax Problem»                 |
| 2016                 | Неуклюжая                        | Awkward.                             | Миа                       | 3 эпизода                                     |
| 2016                 | Голиаф                           | Goliath                              | Суми Сен                  | 6 эпизодов                                    |
| 2017                 |                                  | Me and My Grandma                    | Хейди                     | основной состав; 6 эпизодов                   |
| 2022                 | Кролик-самурай: Хроники Усаги    | Samurai Rabbit: The Usagi Chronicles | Кицунэ                    |                                               |